# Changement de nom de communes en France au XXe siècle
Pour un article plus général, voir Changement de nom de communes en France.
Cet article présente des liens internes vers des listes des changements de nom de communes en France au XXe siècle.